# التكنة (التكنة)
التكنة هو دُوَّار يقع بجماعة الدروة، إقليم برشيد، جهة الدار البيضاء سطات في المملكة المغربية. ينتمي الدوّار لمشيخة التكنة التي تضم دوار واحد. يقدر عدد سكانه بـ 6759 نسمة حسب الإحصاء الرسمي للسكان والسكنى لسنة 2004.

## روابط خارجية
- البوابة الوطنية للجماعات الترابية
- المندوبية السامية للتخطيط